# Investering
Een investering is een opoffering in geld, tijd of mankracht (personeel) ten behoeve van een doel dat pas op lange termijn wordt behaald.
Investeren wordt in het dagelijks spraakgebruik vaak in een ruimere betekenis gebruikt, waarbij de nadruk wordt gelegd op een uitgave nu, die opbrengsten in de toekomst genereert ('investeren in jezelf en de toekomst').

## Geld (economie)
Met een investering wordt de kapitaalgoederenvoorraad uitgebreid, bijvoorbeeld bij de bouw van een machine of fabriek door een bedrijf om producten te maken. De investering wordt terugverdiend door de producten te verkopen en in de verkoopprijs zijn de afschrijvingskosten van de machine inbegrepen.
Netto-investering = bruto-investering − afschrijving

### Vervangings- en uitbreidingsinvestering
Investeringen die een bedrijf doet om kapitaalgoederen die aan slijtage onderhevig zijn te vervangen heten vervangingsinvesteringen. Ze vergroten de bestaande productiecapaciteit niet.
Investeringen die worden gedaan om de productie te vergroten heten uitbreidingsinvesteringen. Dit kan gaan over een nieuwe loods tot een grotere (betaalde) parkeergarage. Bedrijven moeten dit soms doen omdat de maximale capaciteit is bereikt. Door uit te breiden zullen ze meer kunnen produceren.
Bruto-investering = vervangingsinvestering + uitbreidingsinvestering
Door de technologische ontwikkelingen is het onderscheid tussen beide begrippen niet altijd even duidelijk te maken.

### Diepte- en breedte-investering
Bij een andere indeling van de investeringen wordt gekeken naar de hoeveelheid kapitaal per medewerkers.
Bij een diepte-investering wordt de hoeveelheid kapitaal per medewerker verhoogd. Na de investering kan het bedrijf meer producten maken met hetzelfde aantal werknemers of hetzelfde aantal producten met minder werknemers. Deze investering kan het resultaat zijn van technologische vernieuwing of schaarste aan personeel kan een aanleiding zijn.
Bij een breedte-investering blijft de verhouding tussen kapitaal en arbeid constant. Hier zal een investering in nieuwe machines gepaard gaan met een uitbreiding van het personeel.

### Investering versus kosten
In de economie spreekt men van een investering en niet van kosten als het doel pas op lange termijn behaald wordt. De grens ligt meestal bij een jaar. Als iemand een biertje koopt en het direct opdrinkt is er geen sprake van een investering, maar van kosten, omdat het doel, bier drinken, direct gehaald wordt en er geen winst gemaakt wordt. Ook bijvoorbeeld de aanschaf van grondstoffen door een bedrijf voor de productie van goederen die verkocht gaan worden is geen investering, maar kosten, omdat de meeste productieprocessen binnen een jaar zijn afgerond.
Voorbeelden van investeringen betreffen kapitaalgoederen, zoals machines, gebouwen en transportmiddelen. Kapitaalgoederen leveren een bijdrage aan het eindproduct, maar maken daar geen onderdeel van uit. Kapitaalgoederen hebben over het algemeen een levensduur van meerdere jaren.

### Verwerking in dejaarrekening
Investeringen leiden vaak tot een grote uitgave bij de aanschaf en worden daarom als bezit (activa) opgenomen op de balans van een onderneming. 
Investeringen (bezittingen) leiden vaak tot (jaarlijkse) afschrijvingskosten en vaak ook tot financieringskosten, onderhoudskosten, opslagkosten, beveiligingskosten, verzekeringskosten etc. Deze kosten komen in de resultatenrekening tot uiting

## Beleggen
Iemand die geld steekt in een bedrijf van iemand anders, kan daarin zowel beleggen als investeren. Het is een 'investeerder' als er meer dan alleen geld wordt geïnvesteerd. Denk aan het inzetten van tijd, introducties bij een eigen netwerk, leveren van advies of delen van ervaring(en). Een investeerder investeert meestal in aandelen. Die leveren geen rente op, maar meestal verwacht een investeerder wel een deel van de winst.
Investeren is verwant aan beleggen, maar niet hetzelfde. Beleggen is het aanschaffen van financiële waarden die rendement op kunnen leveren zonder dat de belegger de koers zelf actief beïnvloedt, zoals vreemd geld, aandelen en obligaties. 

## Tijdsinvestering
Een investering is vaak een opoffering van geld, maar ook het opofferen van tijd kan een investering zijn. Iemand kan nadenken over een probleem, of een boek lezen, of een netwerk opbouwen. Dit zijn allemaal zaken die als investering gezien kunnen worden.
Andere voorbeelden zijn het volgen van een opleiding door een leerling of het trainen van een atleet voor een sportprestatie.